# Олімпійський комітет Чорногорії
Олімпійський комітет Чорногорії (чорн. Црногорски олимпијски комитет, Crnogorski olimpijski komitet) — організація, що представляє Чорногорію в Міжнародному олімпійському комітеті. Заснований в 2006 році; зареєстрований в МОК в 2007 році.
Штаб-квартира розташована в Подгориці. Є членом МОК, олімпійських комітетів Європи та інших міжнародних спортивних організацій. Займається розвитком спорту в Чорногорії.